# Bez+Kock Architekten
Bez+Kock Architekten ist ein deutsches Architekturbüro mit Sitz in Stuttgart.

## Büro

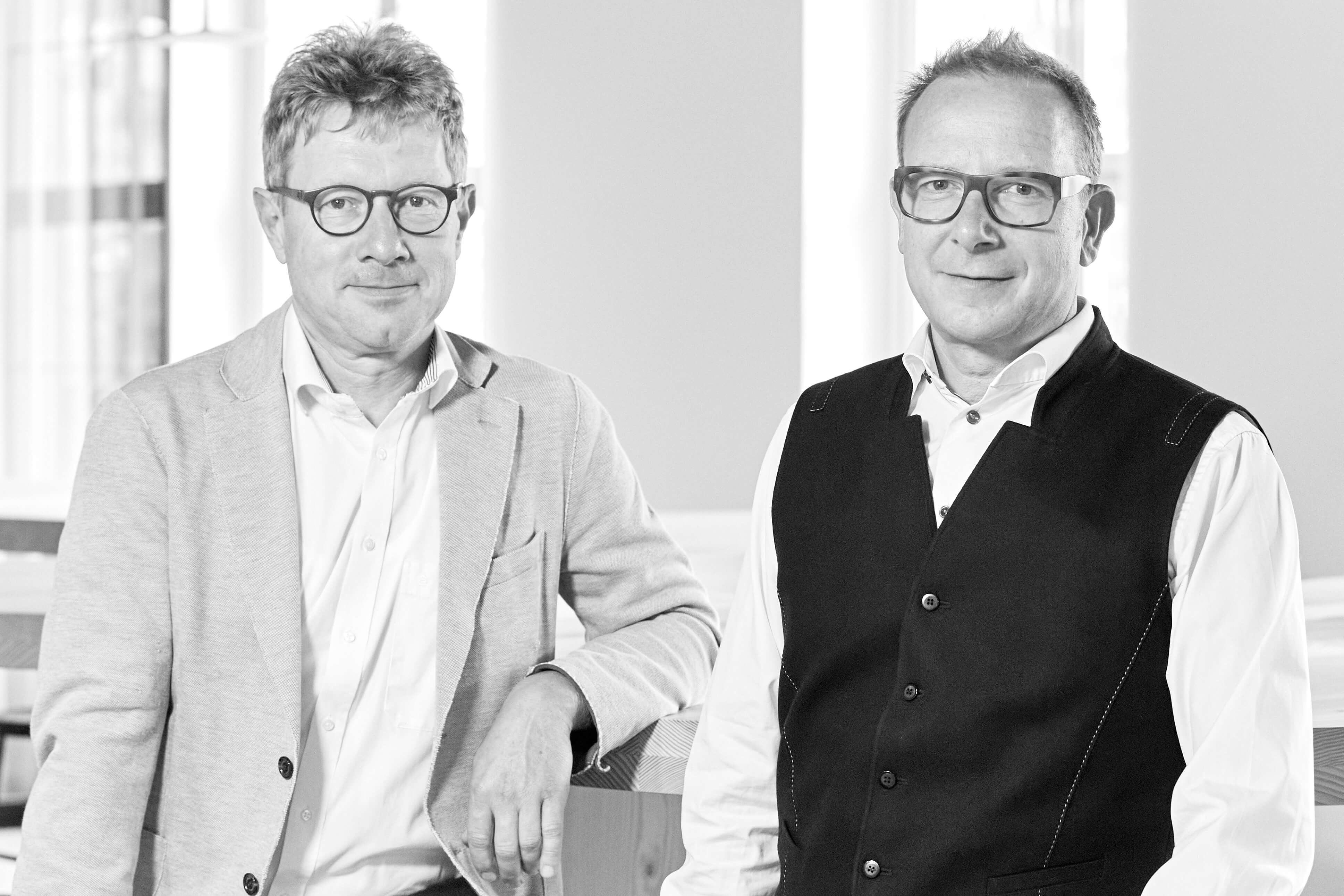
Thorsten Kock und Martin Bez

Das Büro Bez+Kock Architekten wurde 2001 in Stuttgart von Martin Bez und Thorsten Kock gegründet. Derzeit (2023) beschäftigt das im Stadtzentrum von Stuttgart ansässige Architekturbüro etwa 50 Mitarbeiter, vier davon sind Mitglieder der Geschäftsleitung.
Architekturwettbewerbe sind für das Büro von zentraler Bedeutung: Den Großteil ihrer Aufträge erhalten Bez+Kock Architekten aus gewonnenen Wettbewerben. Der erfolgreich bestrittene Wettbewerb wird als idealtypischer Ausdruck eines umfassenden Qualitätsanspruchs an Architektur verstanden. Herausragende Beispiele erfolgreicher Wettbewerbsteilnahmen sind die Oberösterreichische Landesbibliothek in Linz (1. Preis, 2006), das Anneliese Brost Musikforum in Bochum (1. Preis, 2012) und das Museums- und Kulturforum Südwestfalen in Arnsberg (2. Preis, 2012). Alle drei Projekte zählen zu den Schlüsselwerken des Büros. Zu den jüngeren Wettbewerbserfolgen zählen das Besucherzentrum und der Umbau zum zentralen Besucherempfang am Schloss Charlottenburg in Berlin (1. Preis, 2021), das Dokumentations- und Kulturzentrum Deutscher Sinti und Roma in Heidelberg (1. Preis, 2021) und die Frida-Levy-Gesamtschule in Essen (1. Preis, 2023). Internationale Erfolge gab es für Bez+Kock Architekten beim Wettbewerb für das Nationalmuseum Karthago in Tunis (1. Preis, 2023) und das Konzerthaus in Chișinău, Republik Moldau (1. Preis, 2023).

## Haltung
Durch den Ansatz, jede Bauaufgabe als einzigartig zu betrachten, entstehen eigenständige Antworten, die individuell auf die spezifischen Rahmenbedingungen reagieren. Dies zeigt sich nicht nur bei Neubauten, sondern besonders auch im Umgang mit einer vorhandenen Bausubstanz. So wird beim Anneliese Brost Musikforum in Bochum (2016) die säkularisierte Marienkirche zum Foyer des Neubaus und gleichzeitig zum Mittelpunkt des architektonischen Entwurfs. Der 70 Meter hohe Kirchturm bleibt als weithin sichtbares und vertrautes Zeichen erhalten – das Kirchenschiff vermittelt zwischen dem neu gestalteten Multifunktionsraum im Norden und dem ebenfalls neuen Konzertsaal im Süden des Grundstücks.
Bei der oberösterreichischen Landesbibliothek in Linz (2009) wurde der denkmalgeschützte Altbau aus den 1930er Jahren durch einen sechsgeschossigen Neubau so ergänzt, dass der frühere Hof zum großzügigen, lichtdurchfluteten Herz der neuen Bibliothek werden konnte.
Beim Neubau der Stadthalle Lohr (2017) reagiert der skulpturale, siebeneckige Baukörper auf die besondere städtebauliche Situation: Das Gebäude orientiert sich zwar zur historischen Altstadt und dem nahegelegenen Ufer des Mains, zeigt jedoch durch seine polygonale Form gleichzeitig keine Rückseiten. Durch die Verwendung des gleichen Ziegelmauerwerks an der Fassade und den Innenwänden entsteht ein Gebäude, das mit den Grenzen zwischen Innen- und Außenraum spielt.
Auf spezifische topografische Rahmenbedingungen und einen barocken Bestandsbau reagiert das Museums- und Kulturforum Südwestfalen in Arnsberg (2019): Der Neubau befindet sich auf einem 45 Grad abfallenden Steilhang zwischen dem 1605 errichteten, denkmalgeschützten Landsberger Hof und der nahegelegenen Ruhrstraße. Sein Erdgeschoss liegt rund 20 Meter unter dem Eingangsniveau des repräsentativen Bestandsbaus. Der direkte Anschluss des Erweiterungsbaus erfolgt über einen brückenartigen Verbindungsbaukörper, der an das erste Untergeschoss des Landsberger Hofs andockt und durch drei schräg eingeschnittene Fensteröffnungen in Richtung Brückenplatz diesen Übergang akzentuiert.

## Büropartner
Martin Bez (* 1967 in Stuttgart) studierte von 1989 bis 1996 Architektur an der TU Karlsruhe und der ETH Zürich. Nach einer Mitarbeit bei Jourda & Perraudin Architectes in Lyon (1996–1997) und Kaag + Schwarz Architekten in Stuttgart (1997–2000) lehrte er von 2003 bis 2011 an der Universität Stuttgart bei Thomas Jocher und Arno Lederer. 2017–2018 übernahm er eine Vertretungsprofessur an der TU Darmstadt für das Fachgebiet Entwerfen und industrielle Methoden der Hochbaukonstruktion; seit 2021 zählt er zum Team der Gastprofessoren der aac Academy for Architectural Culture in Hamburg. Seit 2023 ist er Mitglied des Gestaltungsbeirats der Stadt Laupheim.
Thorsten Kock (* 1966 in Giengen an der Brenz) studierte von 1987 bis 1995 Architektur an der Universität Stuttgart und dem Georgia Institute of Technology in Atlanta. Anschließend arbeitete er bei Kaag + Schwarz Architekten (1996–1998) und Wulf Architekten (1998–2000) in Stuttgart. Von 2004 bis 2007 lehrte er an der Universität Stuttgart bei Thomas Jocher und Arno Lederer; von 2010 bis 2019 unterrichtete er an der Hochschule für Technik Stuttgart bei Tobias Wulf. 2018 bis 2023 war er Mitglied des Gestaltungsbeirats der Stadt Nürtingen. Seit 2020 ist er Mitglied des Gestaltungsbeirats der Stadt Offenbach am Main und seit 2024 der Stadt Ludwigsburg.
Beide sind Mitglieder des BDA Bund Deutscher Architektinnen und Architekten Baden-Württemberg und seit 2009 regelmäßig als Fachpreisrichter tätig.

## Projektfotos

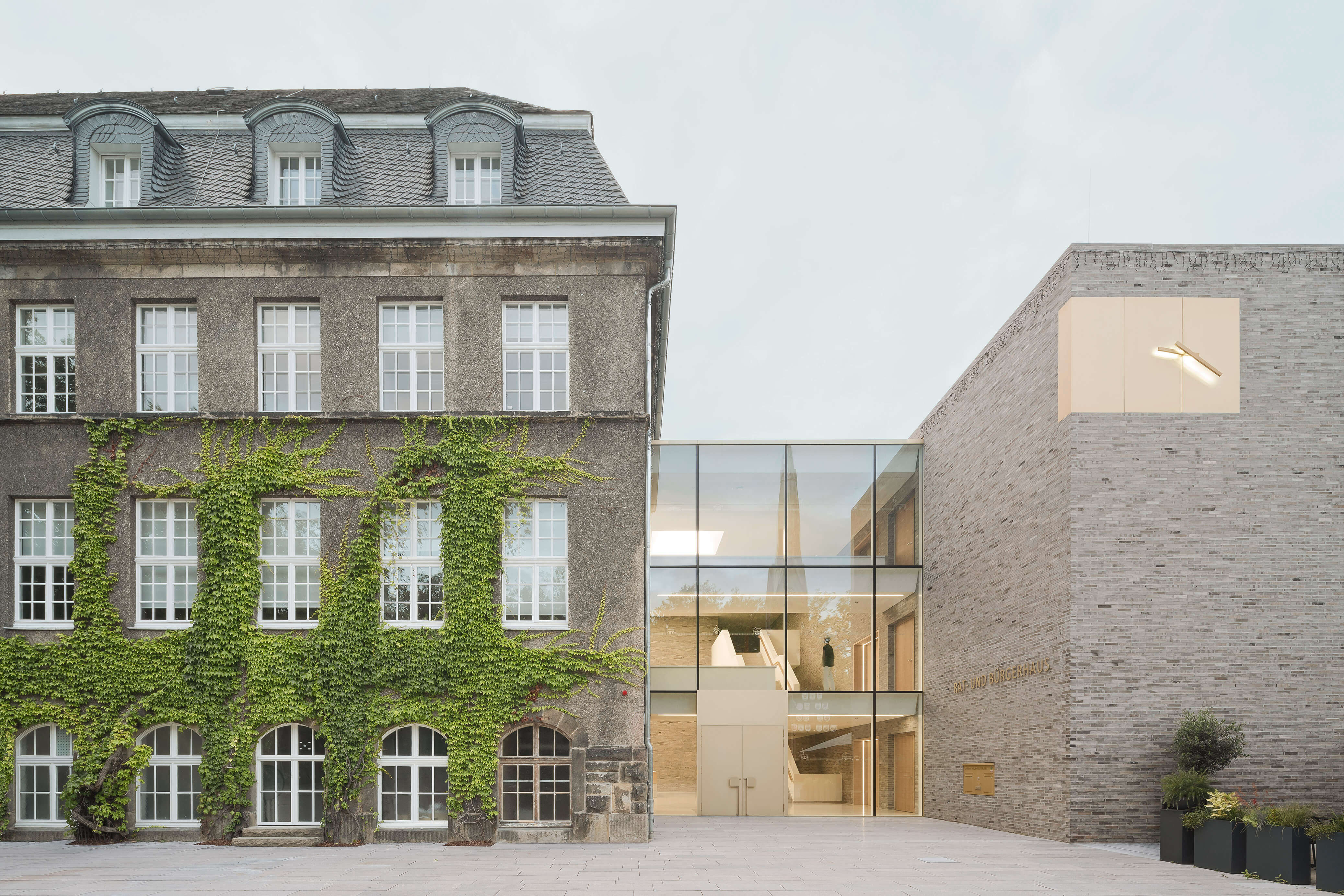
Rat- und Bürgerhaus in Holzwickede, 2023
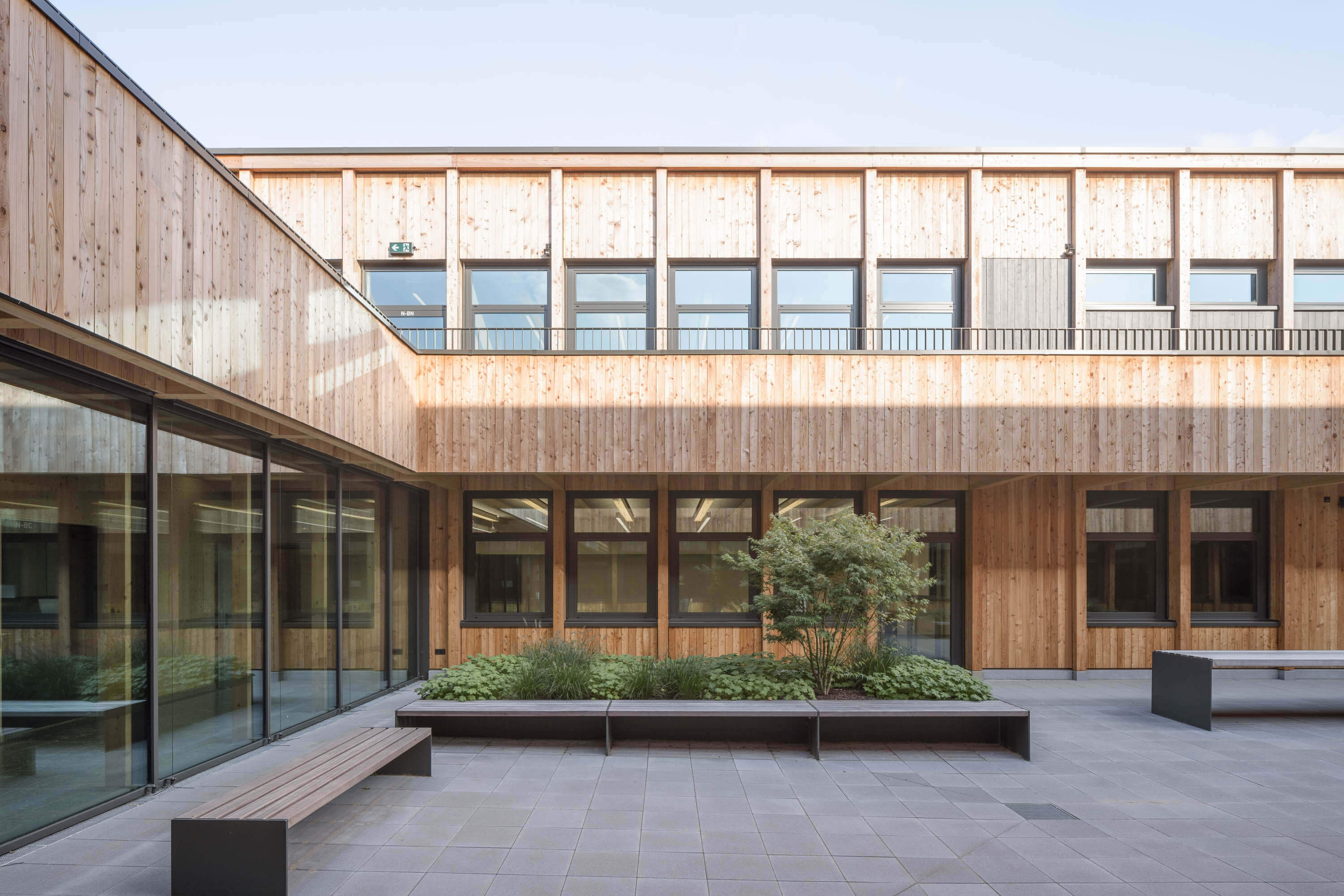
IGS Integrierte Gesamtschule in Rinteln, 2021
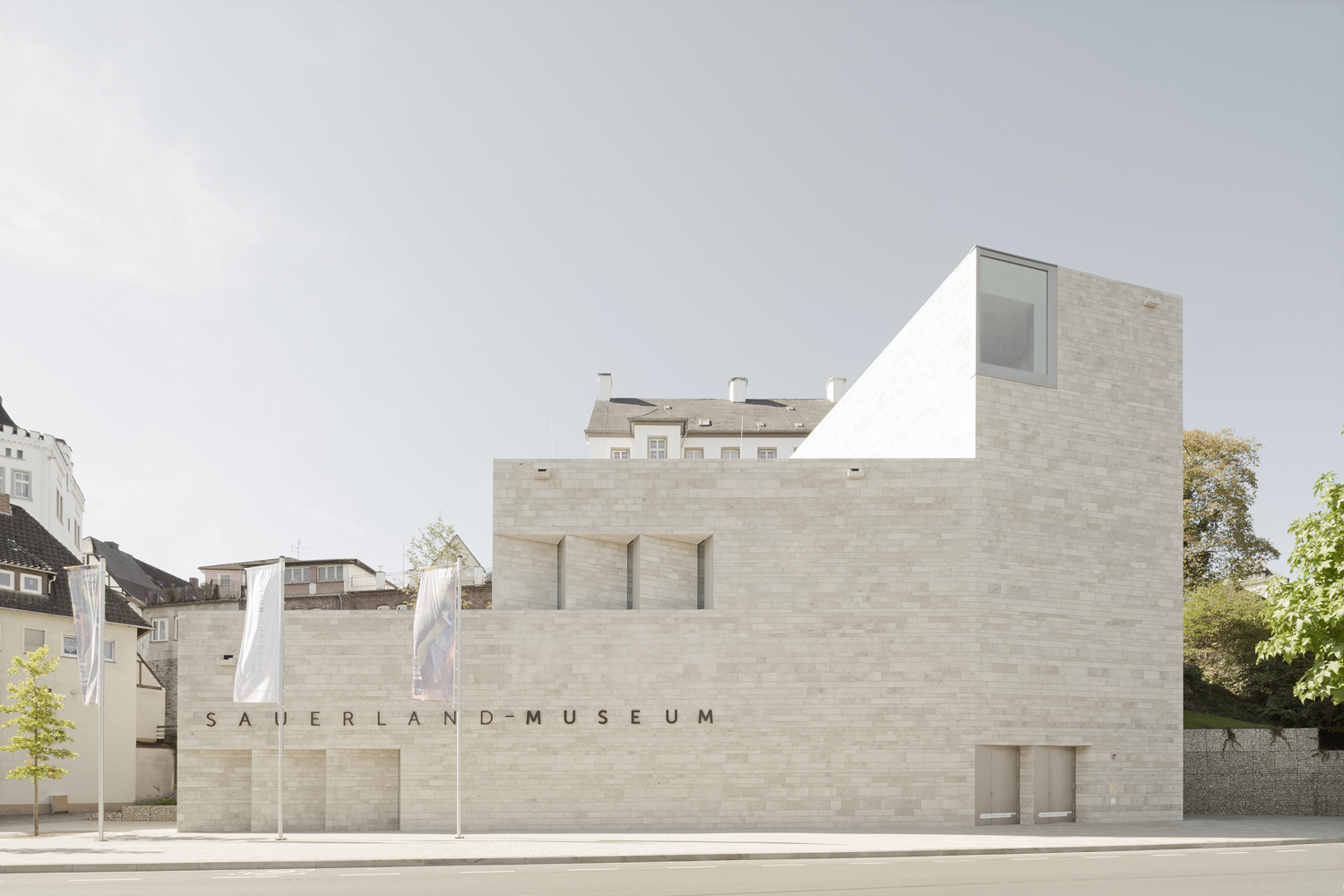
Museums- und Kulturforum Südwestfalen in Arnsberg, 2019
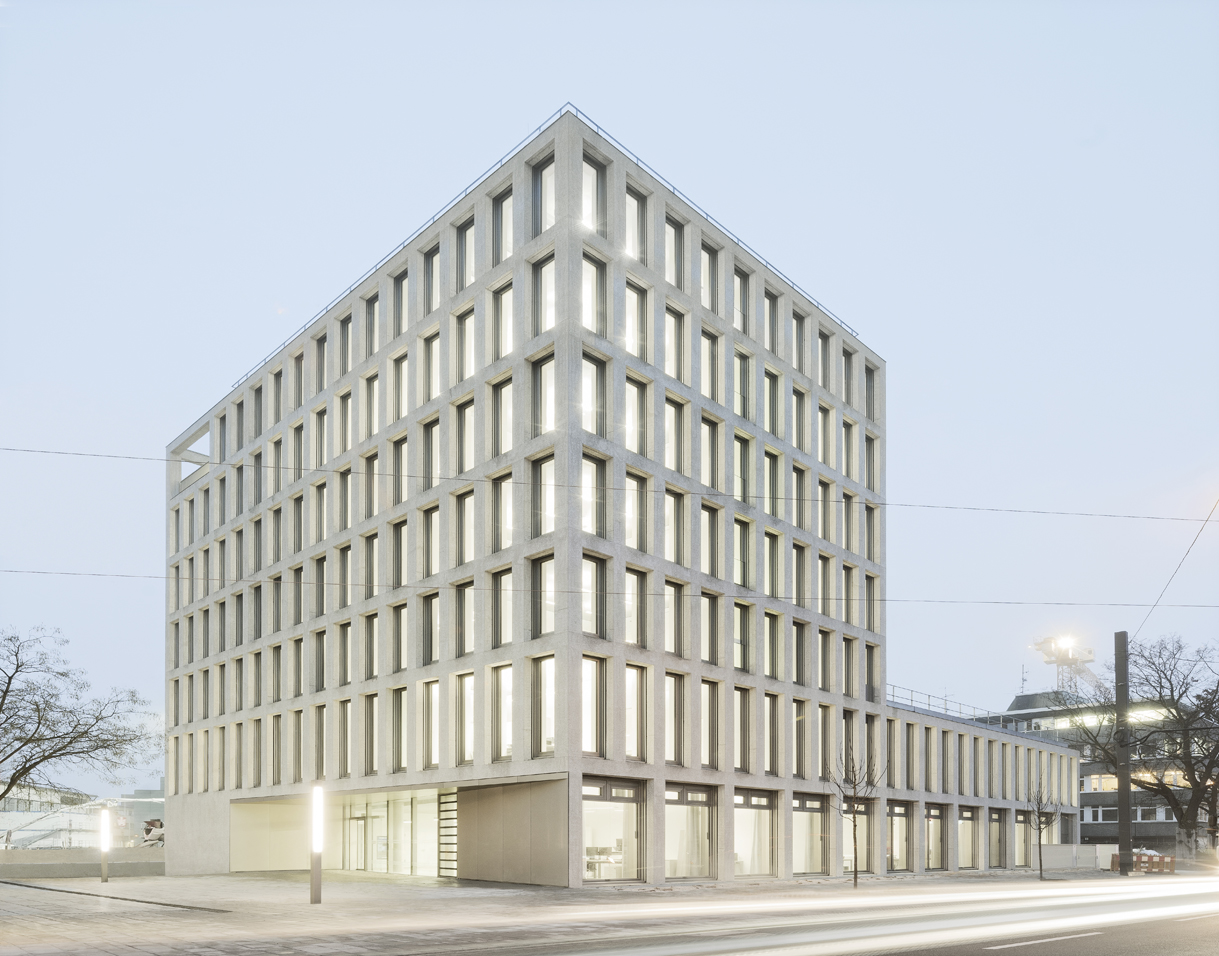
Bürgerdienste der Stadt Ulm, 2019
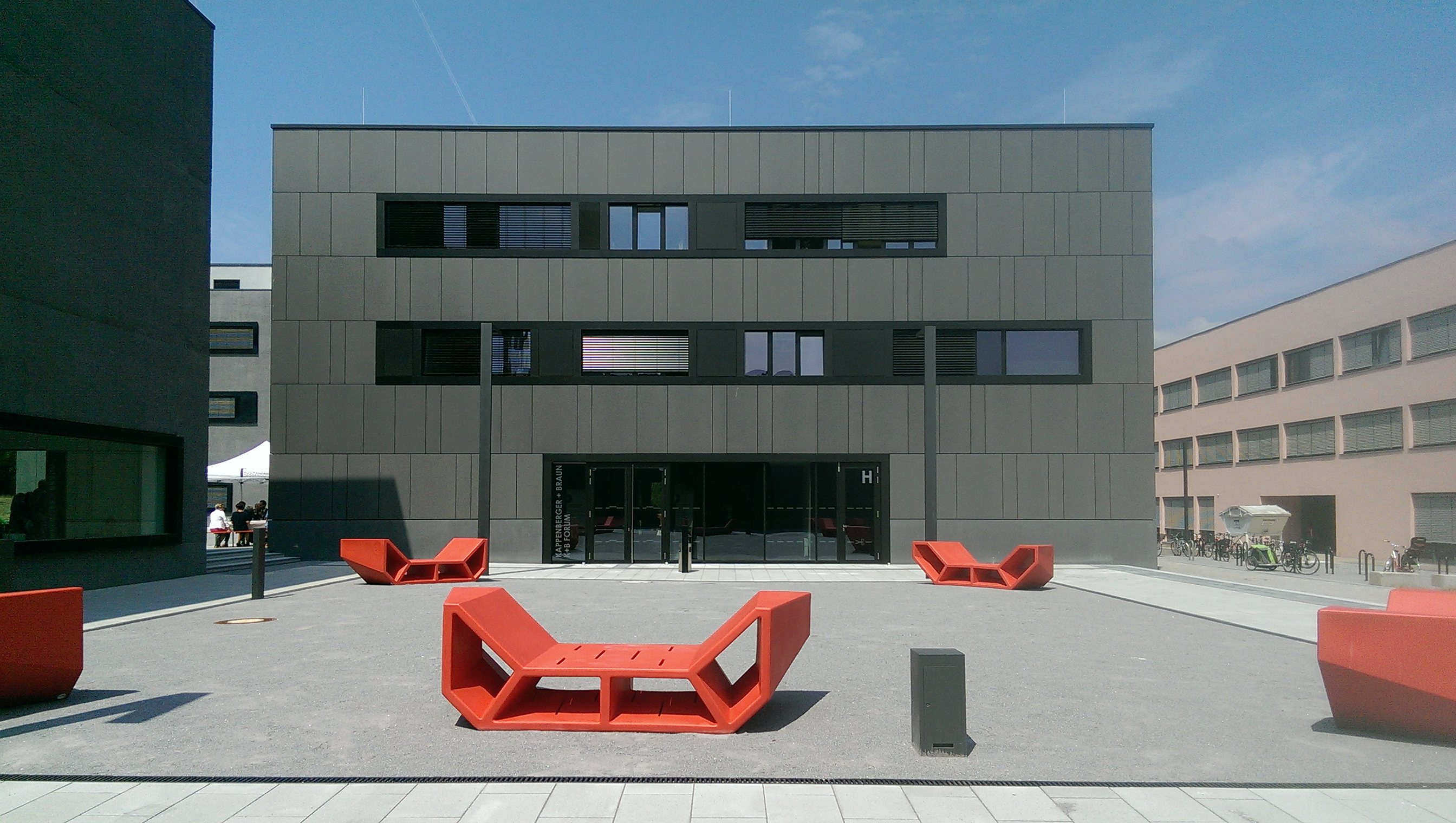
Transferzentrum für Technik und Innovation der Hochschule Deggendorf, 2018
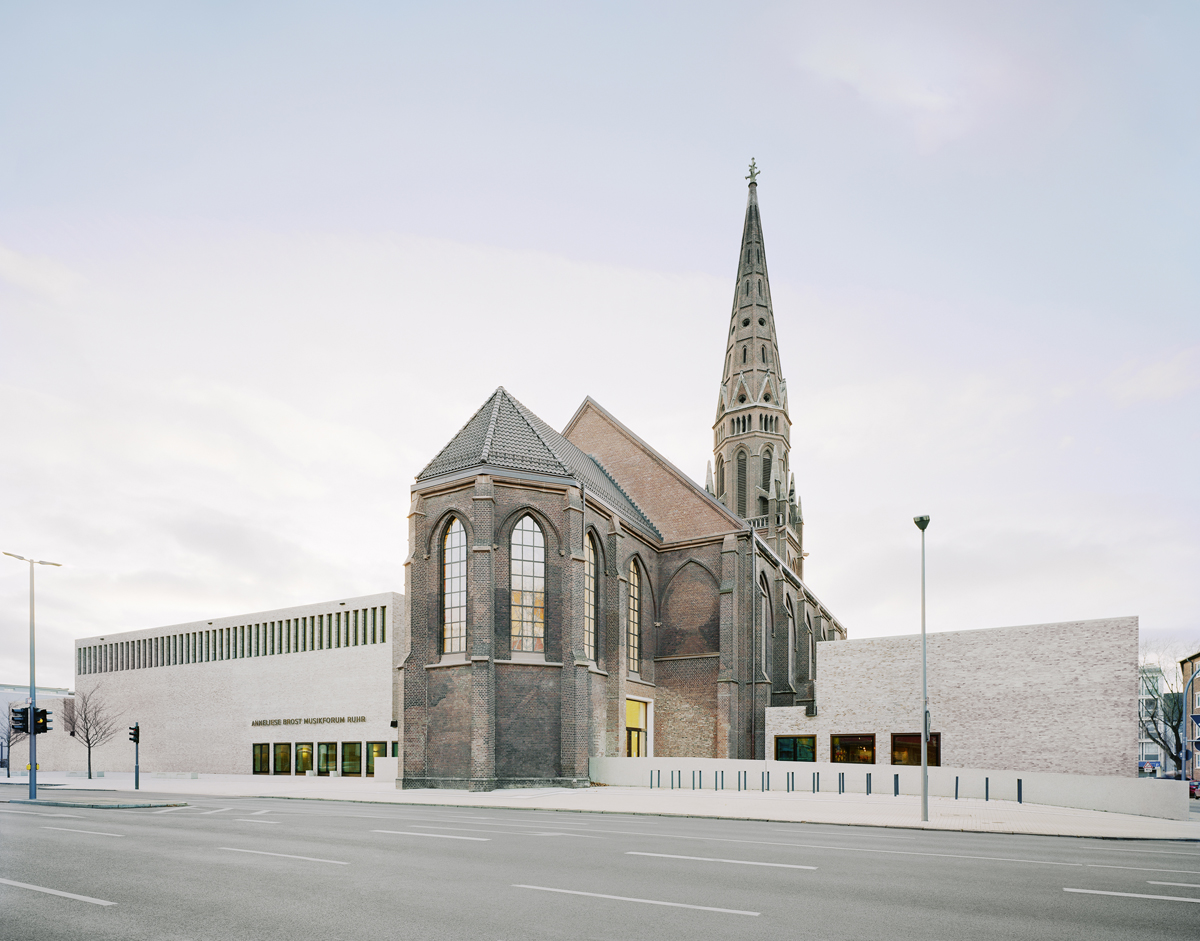
Anneliese Brost Musikforum in Bochum, 2016
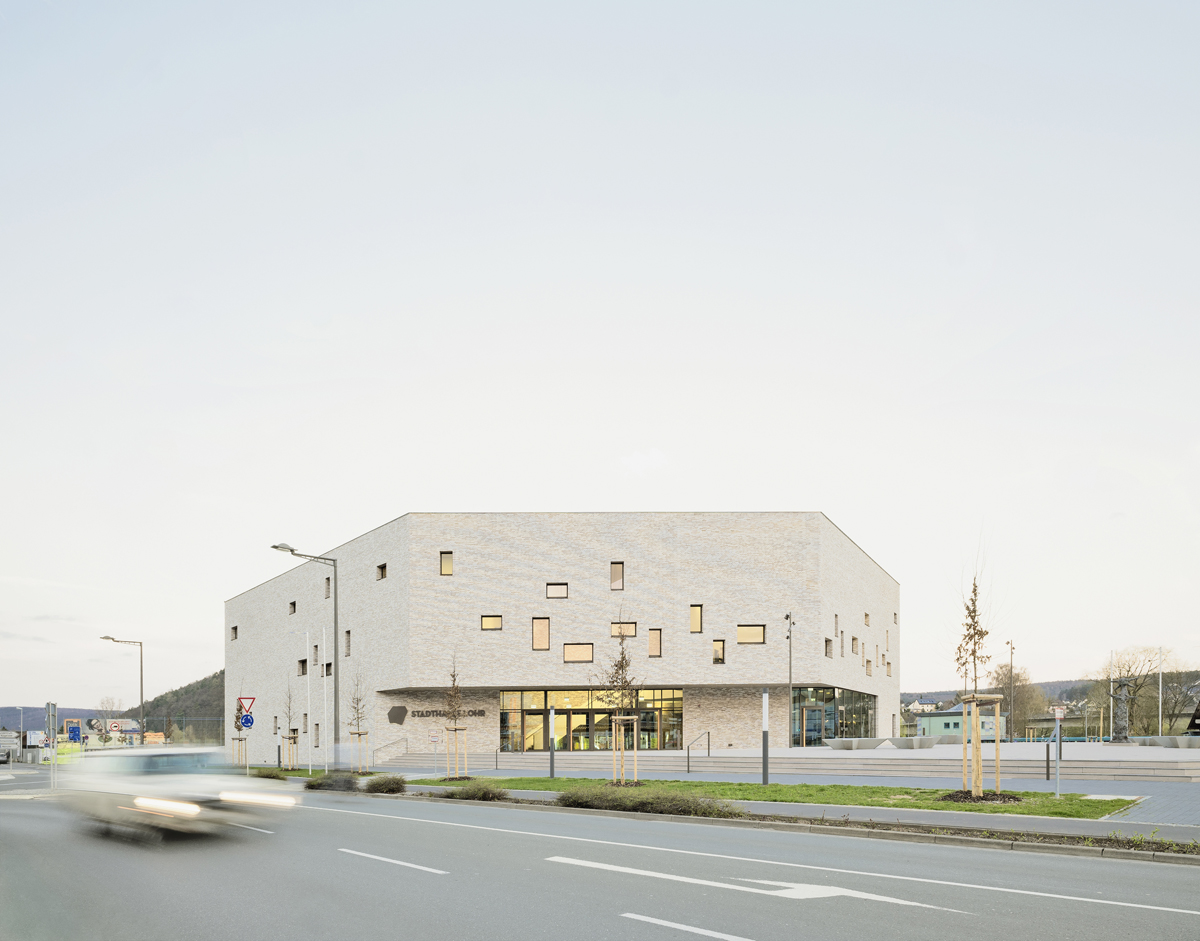
Stadthalle in Lohr am Main, 2016
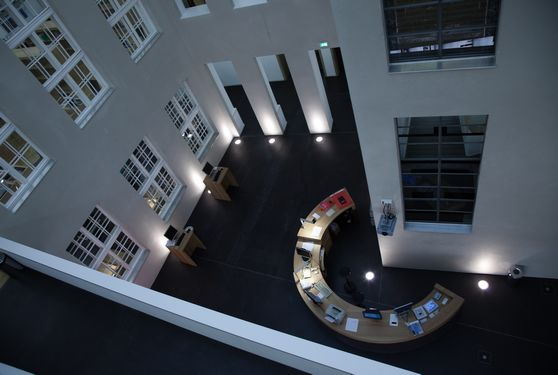
Atrium der neu renovierten Oberösterreichischen Landesbibliothek in Linz, 2010

## Bauten (Auswahl)
- 2024 Neuapostolische Kirche, Pforzheim-Brötzingen
- 2024 BDB Musikakademie, Staufen im Breisgau
- 2023 Neue Parkmitte Luisenpark, Mannheim
- 2023 Rat- und Bürgerhaus, Holzwickede
- 2022 Kindertagesstätte mit Familienzentrum, Miltenberg
- 2021 IGS Integrierte Gesamtschule Rinteln
- 2019 Sauerlandmuseum, Museums- und Kulturforum Südwestfalen, Arnsberg[6]
- 2019 Mainzer Tor – Museumsdepot, Stadtarchiv und Jugendzentrum, Miltenberg
- 2019 Bürgerdienste der Stadt Ulm
- 2018 Naturwissenschaftlicher Trakt des Gymnasiums Augustinianum, Greven
- 2018 Transferzentrum für Technik und Innovation der Hochschule Deggendorf
- 2018 Verkehrspolizeiinspektion, Aschaffenburg-Hösbach
- 2017 Jugend- und Bürgerhaus, Stuttgart-Neugereut
- 2016 Anneliese Brost Musikforum, Bochum
- 2016 Stadthalle, Lohr am Main
- 2015 Technische Hochschule, Deggendorf
- 2013 Fakultät für Informatik und Rechenzentrum der Brandenburgischen Technischen Universität Cottbus-Senftenberg
- 2012 Polizeiposten, Mössingen
- 2012 Neubau KEKS-Haus, Stuttgart-Sommerrain
- 2011 Quartier und Tiefgarage „Rossbollengässle“, Stuttgart
- 2010 Bürgerhaus mit Bibliothek, Unterföhring
- 2010 Oberösterreichische Landesbibliothek, Linz
- 2009 Neue Ortsmitte mit Bürgerhaus, Poing
- 2005 XLAB – interdisziplinäre Experimentalschule der Universität Göttingen
- 2005 Showroom der Fa. Rathgeber, Herbrechtingen
- 2004 Studentenwohnanlage am Saalepark, Hof

## Auszeichnungen
2018 und 2021 wurden Bez+Kock Architekten mit dem Architekturpreis des Landes Nordrhein-Westfalen ausgezeichnet, 2020 wurde das von ihnen entworfene Museums- und Kulturforum Südwestfalen in Arnsberg als einer von 7 deutschen Finalisten für den Mies van der Rohe Award for European Architecture 2021 nominiert. 2004 wurden sie mit einer Auszeichnung Guter Bauten Franken für das Studentenwohnheim am Saalepark in Hof ausgezeichnet.

## Wettbewerbserfolge (Auswahl)
- 2025 Kinderhaus mit Schulerweiterung in Schorndorf, 2. Preis mit Jetter Landschaftsarchitekten und wh-p Ingenieure
- 2025 Bischöfliches Jugendamt in Wernau, 1. Preis mit Jetter Landschaftsarchitekten und Merz, Kley Partner[11]
- 2024 Umbau der Hugenottenhalle und Stadtbibliothek zu einem Dritten Ort in Neu-Isenburg, 3. Preis mit Koeber Landschaftsarchitektur[12]
- 2024 Eingangs- und Gastronomiegebäude im Grugapark, Essen, 1. Preis mit Koeber Landschaftsarchitektur und ifb Sorge[13]
- 2024 Bezirksregierung Düsseldorf, 3. Preis mit asp Architekten
- 2024 Innovations-Campus der Sto-Gruppe in Stühlingen, 2. Preis mit Koeber Landschaftsarchitektur
- 2023 Konzerthaus in Chișinău, 1. Preis
- 2023 Nationalmuseum Karthago in Tunis, 1. Preis mit Koeber Landschaftsarchitektur[14]
- 2023 Frida-Levy-Gesamtschule in Essen, 1. Preis
- 2023 Sorbisches Wissensforum in Bautzen, 2. Preis
- 2022 Campus Golzheim (Musikhochschule und Bezirksregierung), Düsseldorf, 2. Preis mit asp Architekten und Koeber Landschaftsarchitektur[15]
- 2022 Haus für Film und Medien in Stuttgart, 3. Preis[16]
- 2021 Dokumentations- und Kulturzentrum Deutscher Sinti und Roma in Heidelberg, 1. Preis[17]
- 2021 Schloss Charlottenburg – Besucherzentrum und Umbau zum zentralen Besucherempfang, Berlin, 1. Preis[18]
- 2021 Kriminalpolizeidirektion und Polizeirevier, Calw, 1. Preis[19]
- 2021 Designstudio für die Staatliche Berufsfachschule und Fachschule für Produktdesign, Selb, 2. Preis
- 2020 Amtsgericht, Bitburg, 3. Preis
- 2020 Hörsaalzentrum Philosophikum I der Justus-Liebig-Universität Gießen, 2. Preis
- 2020 Alte Amtskellerei, Bad Neustadt an der Saale, 2. Preis
- 2019 Kulturhaus auf der Freiheit, Schleswig, 3. Preis
- 2019 Volkstheater Rostock, 3. Preis
- 2019 Bürger- und Rathaus, Essen, 2. Preis
- 2018 Grünes Erlebniszentrum im Luisenpark Stadtpark Mannheim, 1. Preis
- 2018 Kindertagesstätte mit Familienzentrum, Miltenberg, 1. Preis
- 2018 Neuapostolische Kirche, Pforzheim-Brötzingen, 1. Preis
- 2018 BDB Musikakademie, Staufen, 1. Preis
- 2017 Laborgebäude Beuth Hochschule für Technik, Berlin, 2. Preis
- 2017 IGS Integrierte Gesamtschule, Rinteln, 1. Preis
- 2017 Rat- und Bürgerhaus, Holzwickede, 1. Preis
- 2017 Hörsaalgebäude auf dem Campus der HGU Geisenheim, 1. Preis
- 2016 Ostgebäude des Bundesgerichtshofs, Karlsruhe, 2. Preis
- 2015 Kanzlei der Deutschen Botschaft Gaborone (Botswana), 1. Preis
- 2015 Naturwissenschaftlicher Trakt des Gymnasiums Augustinianum, Greven, 1. Preis
- 2015 „Mainzer Tor“ Jugendzentrum, Museumsdepot und Archiv, Miltenberg, 1. Preis
- 2014 Kanzlei und Residenz der Deutschen Botschaft Kairo (Ägypten), 3. Preis
- 2014 Festhalle Roth, 1. Preis
- 2014 Studierendenhaus Campus Westend Universität Frankfurt am Main, 2. Preis
- 2013 Kanzlei und Residenz der Deutschen Botschaft Bischkek (Kirgisistan), 1. Preis
- 2013 Dienstleistungszentrum für die Bürgerdienste der Stadt Ulm, 1. Preis
- 2013 Raiffeisenbank, Ravensburg, 1. Preis
- 2013 Kulturhistorisches Zentrum Westmünsterland, Vreden, 1. Preis
- 2013 Jugend- und Bürgerhaus Flamingoweg, Stuttgart-Neugereut, 1. Preis
- 2012 Anneliese Brost Musikforum, Bochum, 1. Preis
- 2012 MIN-Forum und Informatik Universität Hamburg, 1. Preis
- 2012 Museums- und Kulturforum Südwestfalen, Arnsberg, 2. Preis
- 2011 Fakultät Mathematik und Informatik, Fachhochschule Regensburg, 3. Preis
- 2011 Wohnheim für die Universität der Bundeswehr Neubiberg, 1. Preis
- 2010 Deutsche Botschaft in Maskat, Oman, 2. Preis
- 2010 Maritimes Sicherheitszentrum, Cuxhaven, 2. Preis
- 2010 Hörsaal-, Seminar- und Bibliotheksgebäude, Homburg (Saar), 2. Preis
- 2009 Deutsches Generalkonsulat, Jekaterinburg, 1. Preis
- 2009 Fakultät für Informatik und Rechenzentrum der BTU Cottbus, 1. Preis
- 2009 Neubau und Erweiterung der Fachhochschule Deggendorf, 1. Preis
- 2009 Erweiterung der Fachhochschule Ingolstadt, 2. Preis
- 2008 Katholisches Kinderhaus St. Martin, Tübingen-Hirschau, 3. Preis
- 2007 Fuß- und Radwegbrücke, Heidelberg-Kirchheim, 1. Preis
- 2007 Fuß- und Radwegbrücke mit Brückenplatz Bahnhof Petershausen, Konstanz, 1. Preis
- 2006 Bürgerhaus mit Bibliothek, Unterföhring, 1. Preis
- 2006 Oberösterreichische Landesbibliothek, Linz, 1. Preis
- 2005 Haus der Jugend, Hamburg-Kirchdorf, 4. Preis
- 2004 Hochschule für Fernsehen und Film / Museum für Ägyptische Kunst, München, 3. Preis
- 2004 Neue Ortsmitte mit Bürgerhaus, Poing, 2. Preis
- 2002 Kirche St. Maria, Göppingen, 2. Preis
- 2001 Studentenwohnanlage am Saalepark, Hof, 1. Preis
- 2001 XLAB – interdisziplinäre Experimentalschule der Universität Göttingen, 1. Preis

## Auszeichnungen (Auswahl)
- 2024 Archello Award, Government Building of the Year 2024, Finalist / Rat- und Bürgerhaus, Holzwickede
- 2024 best architects 25 Award, winners public buildings / Neue Parkmitte im Luisenpark, Mannheim[20]
- 2024 Auswahl zum DAM Preis für Architektur in Deutschland 2025, DAM Deutsches Architekturmuseum Frankfurt am Main / Neue Parkmitte im Luisenpark, Mannheim und Rat- und Bürgerhaus, Holzwickede
- 2023 BDA Preis Dortmund Hamm Unna 2023, Auszeichnung / Rat- und Bürgerhaus, Holzwickede
- 2023 BDA Preis Niedersachsen 2023, Auszeichnung / IGS Integrierte Gesamtschule Rinteln
- 2023 Deutscher Architekturpreis 2023, Anerkennung / IGS Integrierte Gesamtschule Rinteln
- 2023 Deutscher Holzbaupreis 2023, Engere Wahl / IGS Integrierte Gesamtschule Rinteln
- 2023 Bundeswettbewerb Holzbauplus 2022/23, Anerkennung / IGS Integrierte Gesamtschule Rinteln
- 2023 Auswahl zum DAM Preis für Architektur in Deutschland 2024, DAM Deutsches Architekturmuseum Frankfurt am Main / Kindertagesstätte mit Familienzentrum, Miltenberg
- 2022 Deutscher Nachhaltigkeitspreis für Architektur 2023, Finalist / IGS Integrierte Gesamtschule Rinteln
- 2022 Holzbaupreis Niedersachsen 2022, 1. Preis / IGS Integrierte Gesamtschule Rinteln
- 2022 Staatspreis für Architektur Niedersachsen 2022, Engere Wahl / IGS Integrierte Gesamtschule Rinteln
- 2022 BDA Architekturpreis Nike für Komposition 2022 / Museums- und Kulturforum Südwestfalen, Arnsberg[21]
- 2021 BDA Architekturpreis Nordrhein-Westfalen 2021 in Gold / Museums- und Kulturforum Südwestfalen, Arnsberg[22]
- 2021 Deutscher Architekturpreis 2021, Engere Wahl / Museums- und Kulturforum Südwestfalen, Arnsberg
- 2021 BDA Architekturpreis Südwestfalen 2020, Auszeichnung / Museums- und Kulturforum Südwestfalen, Arnsberg[23]
- 2021 BDA Architekturpreis Münster und Münsterland 2020, Anerkennung / Gymnasium Augustinianum, Greven
- 2021 Shortlist DAM Preis für Architektur in Deutschland 2021, DAM Deutsches Architekturmuseum Frankfurt am Main / Museums- und Kulturforum Südwestfalen, Arnsberg
- 2020 Deutscher Finalist für den Mies van der Rohe Award for European Architecture  2021 / Museums- und Kulturforum Südwestfalen, Arnsberg
- 2020 Auszeichnung vorbildlicher Bauten in Nordrhein-Westfalen 2020, Architektenkammer Nordrhein-Westfalen / Anneliese Brost Musikforum Ruhr, Bochum und Museums- und Kulturforum Südwestfalen, Arnsberg
- 2020 Vorstellung des Museums- und Kulturforum Südwestfalen, Arnsberg in Best Architects 21[24]
- 2020 best architects 21 Award, winners public buildings / Museums- und Kulturforum Südwestfalen, Arnsberg
- 2020 Deutscher Naturstein-Preis 2020, Besondere Anerkennung, DNV Deutscher Naturwerkstein-Verband / Museums- und Kulturforum Südwestfalen, Arnsberg
- 2020 Auswahl zum DAM Preis für Architektur in Deutschland 2021, DAM Deutsches Architekturmuseum Frankfurt am Main / Mainzer Tor – Museumsdepot, Stadtarchiv und Jugendzentrum, Miltenberg
- 2019 Auszeichnung Beispielhaftes Bauen – Stuttgart 2015 bis 2019, Architektenkammer Baden-Württemberg / Jugend- und Bürgerhaus Flamingoweg, Stuttgart-Neugereut
- 2019 Auszeichnung Beispielhaftes Bauen – Alb-Donau-Kreis und Ulm 2013 bis 2019, Architektenkammer Baden-Württemberg / Bürgerdienste der Stadt Ulm
- 2019 Shortlist Architekturpreis Nike des BDA Bund Deutscher Architekten / Anneliese Brost Musikforum Ruhr, Bochum[25]
- 2018 Auswahl zum DAM Preis für Architektur in Deutschland 2018, DAM Deutsches Architekturmuseum Frankfurt am Main / Stadthalle Lohr am Main
- 2018 Deutscher Städtebaupreis 2018, Deutsche Akademie für Städtebau und Landesplanung / Anneliese Brost Musikforum Ruhr, Bochum
- 2018 Architekturpreis Nordrhein-Westfalen 2018 des BDA Bund Deutscher Architekten / Anneliese Brost Musikforum Ruhr, Bochum
- 2018 German Design Award Winner 2018 / Anneliese Brost Musikforum Ruhr, Bochum
- 2017 Shortlist DAM Preis für Architektur in Deutschland 2017, DAM Deutsches Architekturmuseum Frankfurt am Main / Anneliese Brost Musikforum Ruhr, Bochum
- 2017 best architects 18 Award, winners public buildings / Anneliese Brost Musikforum Ruhr, Bochum
- 2017 Auszeichnung guter Bauten 2017 Bochum, BDA Bund Deutscher Architekten / Anneliese Brost Musikforum Ruhr, Bochum
- 2017 Fritz-Höger-Preis 2017, winner Special Mention / Anneliese Brost Musikforum Ruhr, Bochum
- 2017 Auszeichnung Beispielhaftes Bauen – Landkreis Tübingen 2011 bis 2017, Architektenkammer Baden-Württemberg / Polizeiposten Mössingen
- 2015 Nachhaltigkeit: BNB „Green Building“, Bundesinstitut für Bau-, Stadt- und Raumforschung in Bundesamt für Bauwesen und Raumordnung / Neubau und Erweiterung der Technischen Hochschule Deggendorf
- 2014 Hugo-Häring-Auszeichnung, Bund Deutscher Architekten BDA Landesverband Baden-Württemberg / Polizeiposten Mössingen
- 2014 Deutscher Rechenzentrumspreis in der Kategorie – Energie- und Ressourceneffiziente Rechenzentren / Neubau Fakultät für Informatik und Rechenzentrum der BTU Cottbus-Senftenberg
- 2013 Auszeichnung Beispielhaftes Bauen – Landkreis Heidenheim 2005 bis 2012, Architektenkammer Baden-Württemberg / Showroom Firma Rathgeber, Herbrechtingen
- 2010 best architects 11 Award / Oberösterreichische Hochschul- und Landesbibliothek, Linz
- 2010 best architects 11 Award / Studentenwohnanlage am Saalepark, Hof
- 2007 Galileo Architecture Award – Kreatives Bauen mit Sandwich / XLAB – interdisziplinäre Experimentalschule der Universität Göttingen
- 2006 Architecture and Technology Award / XLAB – interdisziplinäre Experimentalschule der Universität Göttingen
- 2006 Stahl-Innovationspreis / XLAB – interdisziplinäre Experimentalschule der Universität Göttingen
- 2005 Deutscher Ziegelpreis / Studentenwohnanlage am Saalepark, Hof
- 2004 Auszeichnung guter Bauten 2004 in Franken, BDA Bund Deutscher Architekten / Studentenwohnanlage am Saalepark, Hof

## Publikationen
- Ulrich Brinkmann: Aus Zwei mach Eins - Bez + Kock haben das Rathaus von Holzwickede mit großer Souveränität erneuert und ergänzt; in: Bauwelt, Heft 8, 2025, S. 20–25
- Heinz Wirz (Hrsg.): Bez+Kock Architekten - Stuttgart, Band 33 der Reihe De aedibus international, Luzern: Quart Verlag 2024, ISBN 978-3-03761-306-1
- Ulrich Brinkmann: Schulsiedlung wird Schulstadt - Die neue Hildburgschule in Rinteln von Bez+Kock hat den Schulstandort am Stadtrand qualitativ neu justiert; in: Bauwelt, Heft 3, 2024, S. 38–43
- Ulla Hanselmann: Kraftvoll, sinnlich, elegant – Bez+Kock Architekten haben mit einer Museumserweiterung im Sauerland einen echten Architektur-Coup gelandet; in: Stuttgarter Zeitung vom 12. April 2021, S. 11
- Hans-Dieter Nägelke: Museums- und Kulturforum Südwestfalen in Arnsberg; in: Yorck Förster, Christina Gräwe, Peter Cachola Schmal (Hrsg.): Deutsches Architektur Jahrbuch 2021, Berlin: DOM publishers 2021, ISBN 978-3-86922-774-0, S. 112–117
- Klaus Meyer: Lokalkolorit, Bürgerdienste der Stadt Ulm, in: db Deutsche Bauzeitung, Heft 1–2, 2020, S. 22–28
- Michael Kasiske: Sauerland-Museum in Arnsberg, in: Bauwelt, Heft 25, 2019, S. 36–45
- Ursula Kleefisch-Jobst: Die Musik feiert das Hochamt, Anneliese Brost Musikforum Bochum von Bez + Kock, in: Werk, Bauen + Wohnen, Heft 11, 2019, S. 18–24
- Bettina Schürkamp: Maßanzug für ein Orchester – Anneliese Brost Musikforum Ruhr, Bochum; in: DBZ Deutsche Bauzeitschrift, Heft 5, 2018, S. 56–61
- Nicole Heptner: Anneliese Brost Musikforum Ruhr, Bochum; in: Yorck Förster, Christina Gräwe, Peter Cachola Schmal (Hrsg.): Deutsches Architektur Jahrbuch 2018, Berlin: DOM publishers 2018, ISBN 978-3-86922-650-7, S. 88–95
- Andreas Rossmann: Blume des Reviers, Musikforum Bochum; in: Baumeister, Heft 3, 2017, S. 36–47
- Roland Pawlitschko: Zusammen ein Ganzes, Oberösterreichische Landesbibliothek in Linz; in: db Deutsche Bauzeitung, Heft 5, 2011, S. 26–31